# Eduroam
Eduroam (Education roaming) е сигурна роуминг инфраструктура, използвана от академичните институции в Европа, Азия, Австралия и Канада, за оторизация при достъп до мрежата на мобилни потребители.

## История
Инициативата за eduroam е стартирана през 2003 година от работната група TF-Mobillity на TERENA. Демонстрира се възможността за комбинирането на RADIUS базирана архитектура с 802.1x технология. Крайният резултат е роуминг достъп до мрежата в изследователски и образователни мрежи.

## Технология
Eduroam се базира на йерархична структура от автентикационни сървъри, работещи по протокола RADIUS. Това позволява достъпът до интернет и други мрежови ресурси на територията на участващите институции както от локални, така и от гостуващи потребители. Във втория случай приемащата институция осигурява включване в мрежата, съобразно своята политика и политиката на eduroam, а сървърите на институцията на гостуващия потребител осигуряват идентификацията му.

## Изисквания за включване
- Да е научна организация, университет или друго учебно заведение
- Да има регистрирано интернет име в домейна .bg